# 주사위뱀
주사위뱀(영어: dice snake)은 남동유럽과 중서아시아에 서식하는 무독성 뱀이다. 뱀과 풀뱀아과 풀뱀속에 속한다. 학명은 나트릭스 테셀라타(학명: Natrix tessellata).
암컷이 수컷보다 크다. 신장은 1.0 - 1.3 미터까지 자란다. 비늘 색은 회녹색에서 갈색 또는 시커먼 색까지 다양하다. 등에는 검은 반점이 있다. 복면은 노란색이나 주황색 같은 밝은 색에 역시 검은 반점이 있다. 이 반점이 마치 주사위 같아서 이런 이름이 붙었다. 하천이나 호소 주변에 살면서 소형 어류나 양서류를 포식한다.
무독성으로 분류되기는 하지만, 이것은 물리는 독이 없다(non-venomous)는 뜻일 뿐, 혈청에는 항출혈소가 풍부하고 입 안의 분비샘에서는 신경독을 만들어낸다. 방어행동을 할 때는 배설강으로 악취가 나는 분비물을 뿜고 죽은 척을 한다.
교미철인 3월에서 5월이 되면 한 곳에 잔뜩 모여 무리를 짓는다. 7월에 한 배에 10-30개의 알을 낳고, 9월 초에 새끼가 부화한다. 10월에서 이듬해 4월까지는 물 근처의 건조한 굴에서 동면한다.